# Mutsumi Tamabayashi
Mutsumi Tamabayashi (玉林 睦実 Tamabayashi Mutsumi?), född 12 oktober 1984 i Ehime prefektur, är en japansk fotbollsspelare.
Tamabayashi började sin karriär 2007 i Fagiano Okayama. Efter Fagiano Okayama spelade han för Matsumoto Yamaga FC och Ehime FC.